# فيكي ديلاني
فيكي ديلاني (بالإنجليزية: Vicki Delany)‏ (1951، وينيبيغ في كندا)؛ روائية كندية.